# روده (استان سیلسیان)
روده (به لهستانی:  Rudy) یک روستا در لهستان است که در گمینا کوژنگا راچیبورسکا واقع شده‌است. روده ۲٬۸۰۰ نفر جمعیت دارد.